# Bielice (województwo warmińsko-mazurskie)
Bielice – wieś w Polsce położona w województwie warmińsko-mazurskim, w powiecie nowomiejskim, w gminie Biskupiec na trasie linii kolejowej Toruń – Iława (stacja kolejowa w Bielicach nazywa się Biskupiec Pomorski).
| SIMC    | Nazwa              | Rodzaj    |
| ------- | ------------------ | --------- |
| 0839984 | Biskupiec Pomorski | część wsi |
| 0839990 | Cztery Włóki       | część wsi |
| 0840007 | Kamionka           | część wsi |
| 1044181 | Młyn Rota          | część wsi |

W latach 1975–1998 miejscowość administracyjnie należała do województwa toruńskiego.